# Lopikerkapel
Lopikerkapel is een lintdorp en voormalige heerlijkheid in de gemeente Lopik, in de Nederlandse provincie Utrecht.
Het in de Lopikerwaard gelegen dorp, bestaat hoofdzakelijk uit lintbebouwing langs de Enge IJssel. Het dorp ligt een paar honderd meter ten noordwesten van de Lek, ruim twee kilometer van het dorp Uitweg en een kleine twee kilometer van de bebouwde kom van IJsselstein.
Vroeger heette het dorp Zevenhoven of Sevenhoven. De naam is nog terug te vinden in de Sevenhovenstraat en de naam van de polder Zevenhoven (onder andere in het peilbesluit van het Hoogheemraadschap).
Er zijn diverse personen als "Heer van Sevenhoven" te vinden waaronder Paulus Buys. Het langst was de heerlijkheid in de familie Martens.
Door Lopikerkapel loopt het Central Europe Pipeline System, de oliepijpleiding van de NAVO, met het brandstoffendepot Klaphek.

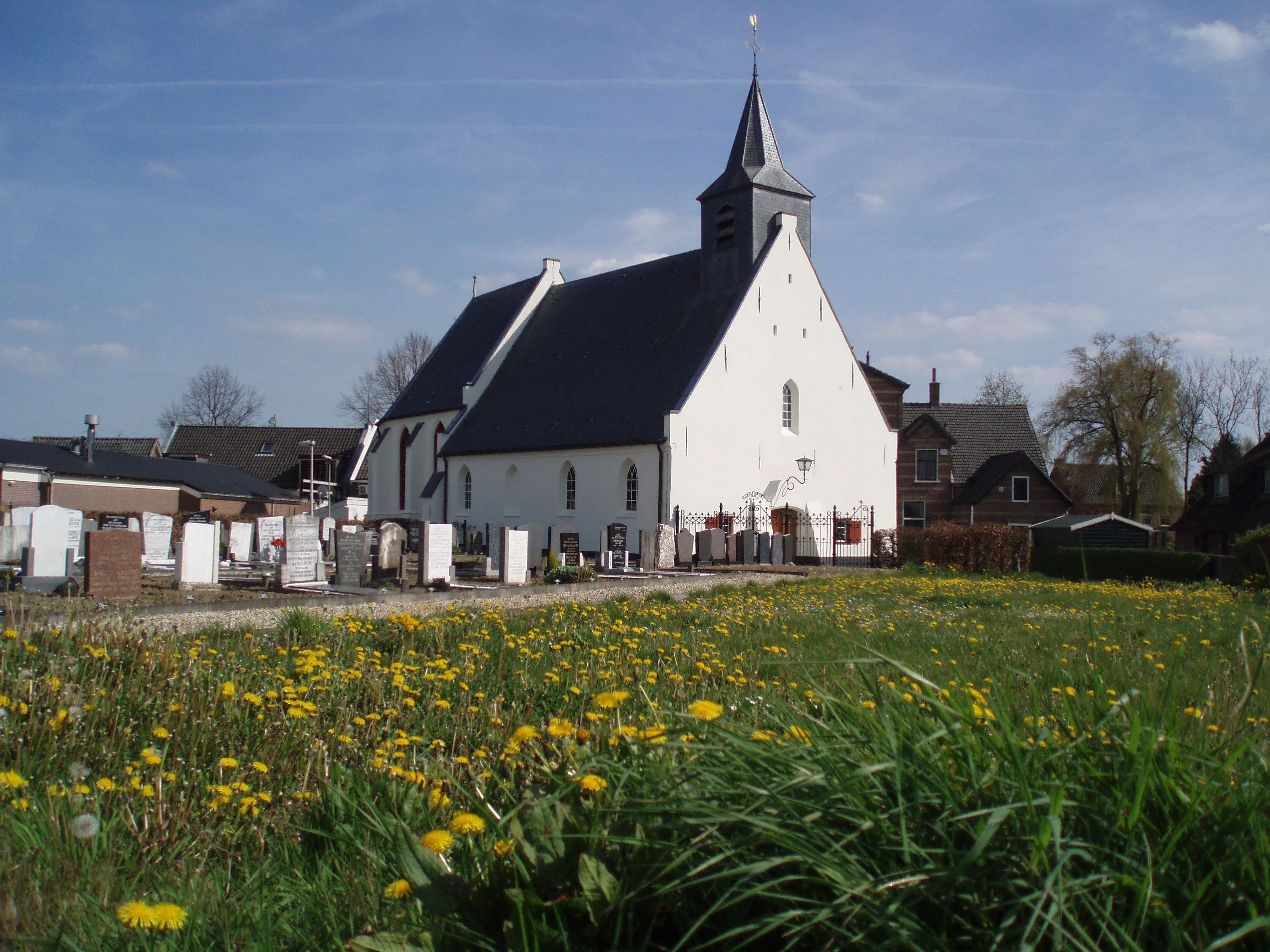
Kerkje